# Могільно
Могільно (пол. Mogilno) — місто в центральній Польщі.
Адміністративний центр Могіленського повіту Куявсько-Поморського воєводства.

## Демографія
Демографічна структура станом на 31 березня 2011 року:
|          | Загалом | Допрацездатний вік | Працездатний вік | Постпрацездатний вік |
| -------- | ------- | ------------------ | ---------------- | -------------------- |
| Чоловіки | 6019    | 1127               | 4308             | 584                  |
| Жінки    | 6528    | 1137               | 3907             | 1484                 |
| Разом    | 12547   | 2264               | 8215             | 2068                 |

## Відомі особистості
В поселенні народився:
- Ієронім Фейхт (1894-1967) — польський музикознавець.